# Georges Moineau
Georges Moineau (* 1914 in Reims; † 15. August 2008) war ein französischer Komponist.

## Leben
Moineau lernte Violine in Reims und Paris. Danach studierte er Harmonik, Kontrapunkt, Fuge und Komposition bei Jean Roger-Ducasse und Tony Aubin am Conservatoire de Paris. Im Jahr 1947 wurde er Lehrer für Komposition und Kammermusik am Conservatoire de Reims. Zu seinen Schülern zählte Jean-Louis Petit. Seine Werke wurden oft vom Chor Alouettes de Champagne unter dem Dirigenten Arsène Muzerelle aufgeführt. Zur Wiedereröffnung der Abtei Saint-Remi 1958 erklang seine Messe solennelle de saint Remi.